# Municipio de Tenampulco
El municipio de Tenampulco es uno de los 217 municipios que componen el estado mexicano de Puebla. Se localiza en el límite noreste del estado con Veracruz, y forma parte de la región económica de Teziutlán. Su cabecera es la localidad de Tenampulco.

## Toponimia
Tenampulco es un topónimo de origen náhuatl. Deriva de los volcablos tenámitl (muralla), -pol (sufijo aumentativo) y -co (desinencia locativa). Por tanto puede traducirse como Lugar de la muralla grande.
o "Lugar entre Altos Cantiles"

## Historia
Su primer asentamiento estuvo en el cerro de Escalacipi, hoy comunidad de Tenampulco viejo, habitado por indígenas Totonacos dedicados a la agricultura. Entre 1600 y 1700 la población tendió a crecer y se expandió de norte a sur y aparecieron las rancherías del Jicarillo y Tenexapa de Allende.
Vista panorámica de Tenampulco, Pue.
La población se disuelve a consecuencia de una epidemia y se congrega en la meseta y estribaciones del cerro "Mactationalt" o cerro de los Soles, hoy cerro de la Campana, donde se pueden apreciar las primeras construcciones de mampostería, aproximadamente de 1750. Hacia fines del año de 1700, por razones de erosión del cerro Mactationalt, la población volvió a emigrar, congregándose en donde hoy es la actual cabecera municipal. Posteriormente cayó una tromba y salieron de ese lugar por el año de 1765 - 1800; para unirse con gentes de origen austríaco y español. En el año de 1776 al nuevo establecimiento se la da el nombre de "Santa María Tenampulco Viejo". El 1 de diciembre, por la Gubernatura de Jonotla, y por la real audiencia establecida en la real ciudad y minas de Tetela de Oro.
El viejo Tenampulco quedó a 12 kilómetros al norte de la nueva población que es la actual cabecera, trasladada por los españoles, fue creado municipio libre en 1895.

## Geografía
Tenampulco ocupa el límite entre los estados de Veracruz y Puebla. Forma parte de la región económica de Teziutlán. Con una superficie de 108,44 kilómetros cuadrados, Tenampulco limita al poniente y al norte con el estado de Veracruz; al este, con el municipio de Hueytamalco; y al sur, con Ayotoxco de Guerrero, Jonotla y Tuzamapan de Galeana. El municipio se sitúa en la vertiente oriental de la Sierra Norte de Puebla, por lo que se encuentra a una altitud relativamente baja, de entre 80 y 360 m s. n. m. en su punto más alto, que es el cerro de la Campana, localizado en el suroeste del municipio. Todo el territorio de Tenampulco está comprendido en la cuenca del río Tecolutla y es irrigado por el río Apulco. El clima es cálido, con lluvias abundantes en el verano.